# صفوان عبدالغنی محمد
صفوان عبدالغنی محمد (عربی: صفوان عبدالغني محمد؛ زادهٔ ۹ سپتامبر ۱۹۸۳) یک ورزشکار اهل عراق است.
از باشگاه‌هایی که در آن بازی کرده‌است می‌توان به الشرطه، نیروی هوایی عراق، و اربیل، دهوک، نیروی هوایی عراق، و تیم ملی فوتبال عراق اشاره کرد.
وی همچنین در تیم ملی فوتبال تیم ملی فوتبال عراق بازی کرده است.